# Quận Harvey, Kansas
Quận Harvey là một quận thuộc tiểu bang Kansas, Hoa Kỳ.
Quận này được đặt tên theo Thống đốc James M. Harvey. Theo điều tra dân số của Cục điều tra dân số Hoa Kỳ năm 2006, quận có dân số 33.643 người. Quận lỵ đóng ởNewton.6 Quận này thuộc Khu vực thống kê đô thị Wichita, cũng bao gồm các quận Butler, Sedgwick, và Sumner.